# Czemałginskij chriebiet
Czemałginskij chriebiet (ros. Чемалгинский хребет) – pasmo górskie w Rosji (Jakucja). Środkowa część głównej grani Gór Czerskiego. Od południa graniczy w głównej grani z pasmem Ułachan-Czistaj, a od północy z pasmem Tas-Chajachtach. Znajduje się między doliną rzeki Czibagałach (na południowym zachodzie), a dolinami rzek Moma i Indygirka (na północnym wschodzie). Rzeki Moma i Indygirka oddzielają pasmo od Gór Momskich, a rzeka Czibagałach od pasm: Czibagałachskij chriebiet, Oniolskij chriebiet i Porożnyj chriebiet. Długość pasma około 120 km, wysokość do 2547 m n.p.m. (szczyt bez nazwy w północnej części pasma).
W niższych partiach rzadkie lasy modrzewiowe, w wyższych tundra górska. W partiach szczytowych rzeźba alpejska.
W południowej części pasma znajduje się szczyt Pik Czerskoj (2168 m) nazwany na cześć żony Jana Czerskiego Mawry Czerskiej.